# Escalante (Espanha)
Escalante é um município da Espanha na comarca de Trasmiera, província e comunidade autónoma da Cantábria. Tem 19,1 km² de área e em 2021 tinha 762 habitantes (densidade: 39,9 hab./km²).

## Demografia
| Variação demográfica do município entre 1991 e 2004 [carece de fontes?] | Variação demográfica do município entre 1991 e 2004 [carece de fontes?] | Variação demográfica do município entre 1991 e 2004 [carece de fontes?] | Variação demográfica do município entre 1991 e 2004 [carece de fontes?] |
| ----------------------------------------------------------------------- | ----------------------------------------------------------------------- | ----------------------------------------------------------------------- | ----------------------------------------------------------------------- |
| 1991                                                                    | 1996                                                                    | 2001                                                                    | 2004                                                                    |
| 722                                                                     | 747                                                                     | 742                                                                     | 757                                                                     |